# Anglická fotbalová reprezentace
Anglická fotbalová reprezentace reprezentuje Anglii (ne celou Velkou Británii) na mezinárodních fotbalových akcích, jako je například Mistrovství světa, nebo Evropy.
Anglická reprezentace je společně se skotskou nejstarší na světě. V roce 1872 spolu tyto reprezentace odehrály vůbec první reprezentační zápas.

## Získané trofeje
- Mistrovství světa (1×)

1966
- Olympijské hry (2×)

1908, 1912

## Mistrovství světa
Seznam zápasů anglické fotbalové reprezentace na mistrovství světa
| Rok    | Účast                                            | Soupisky |
| ------ | ------------------------------------------------ | -------- |
| 1930   | Ne                                               | –        |
| 1934   | Ne                                               | –        |
| 1938   | Ne                                               | –        |
| 1950   | Nepostoupili ze skupiny                          | Soupiska |
| 1954   | Vyřazeni ve čtvrtfinále Uruguayí                 | Soupiska |
| 1958   | Nepostoupili ze skupiny                          | Soupiska |
| 1962   | Vyřazeni ve čtvrtfinále Brazílií                 | Soupiska |
| 1966   | Zlatá medaile                                    | Soupiska |
| 1970   | Vyřazeni ve čtvrtfinále NSR                      | Soupiska |
| 1974   | Nepostoupili z kvalifikace                       | –        |
| 1978   | Nepostoupili z kvalifikace                       | –        |
| 1982   | Nepostoupili ze 2. skupiny                       | Soupiska |
| 1986   | Vyřazeni ve čtvrtfinále Argentinou               | Soupiska |
| 1990   | Prohra v zápase o bronz s Itálií                 | Soupiska |
| 1994   | Nepostoupili z kvalifikace                       | –        |
| 1998   | Vyřazeni v osmifinále Argentinou                 | Soupiska |
| 2002   | Vyřazeni ve čtvrtfinále Brazílií                 | Soupiska |
| 2006   | Vyřazeni ve čtvrtfinále Portugalskem             | Soupiska |
| 2010   | Vyřazeni v osmifinále Německem                   | Soupiska |
| 2014   | Nepostoupili ze skupiny                          | Soupiska |
| 2018   | Prohra v zápase o bronz s Belgií                 | soupiska |
| 2022   | Vyřazeni ve čtvrtfinále Francií                  | Soupiska |
| Celkem | účast – 16× zlato – 1×, stříbro – 0×, bronz – 0× |          |

## Mistrovství Evropy
Seznam zápasů anglické fotbalové reprezentace na Mistrovství Evropy
| Rok    | Účast                                            | Soupisky |
| ------ | ------------------------------------------------ | -------- |
| 1960   | Ne                                               | –        |
| 1964   | Nepostoupili z kvalifikace                       | –        |
| 1968   | Bronzová medaile                                 | Soupiska |
| 1972   | Nepostoupili z kvalifikace                       | –        |
| 1976   | Nepostoupili z kvalifikace                       | –        |
| 1980   | Nepostoupili ze semifinálové skupiny             | Soupiska |
| 1984   | Nepostoupili z kvalifikace                       | –        |
| 1988   | Nepostoupili ze skupiny                          | Soupiska |
| 1992   | Nepostoupili ze čtvrtfinálové skupiny            | Soupiska |
| 1996   | Bronzová medaile                                 | Soupiska |
| 2000   | Nepostoupili ze skupiny                          | Soupiska |
| 2004   | Vyřazeni ve čtvrtfinále Portugalskem             | Soupiska |
| 2008   | Nepostoupili z kvalifikace                       | –        |
| 2012   | Vyřazeni ve čtvrtfinále Itálii                   | Soupiska |
| 2016   | Vyřazeni v osmifinále Islandem                   | Soupiska |
| 2020   | Stříbrná medaile                                 | Soupiska |
| 2024   | Stříbrná medaile                                 | Soupiska |
| Celkem | účast – 12× zlato – 0×, stříbro – 2×, bronz – 2× |          |